# Ischnoderma
Ischnoderma P. Karst., 1879 è un genere di funghi basidiomiceti della famiglia Fomitopsidaceae.

## Tassonomia
Comprende le seguenti specie:
- Ischnoderma albotextum (Lloyd) D.A. Reid (1973)
- Ischnoderma benzoinum (Wahlenb.) P. Karst. (1881)
- Ischnoderma brasiliense Corner (1989)
- Ischnoderma fuscum (Pilát) Rauschert (1990)
- Ischnoderma porphyrites Corner (1989)
- Ischnoderma resinosum (Schrad.) P. Karst., 1879 - specie tipo
- Ischnoderma rosulatum (G. Cunn.) P.K. Buchanan & Ryvarden (1988)
- Ischnoderma solomonense Corner (1989)